# Mineral County (Montana)
Mineral County ist ein County im Bundesstaat Montana der Vereinigten Staaten. Der Sitz der Countyverwaltung (County Seat) befindet sich in Superior.

## Demografische Daten

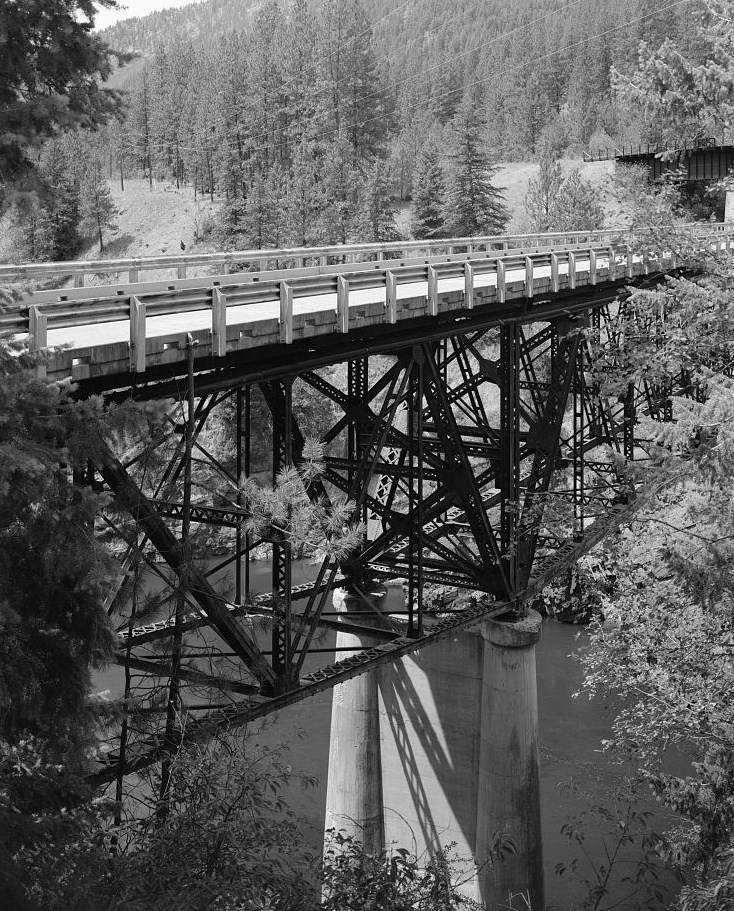
Scenic Bridge, gelistet im NRHP

Nach der Volkszählung im Jahr 2000 lebten im County 3.884 Menschen. Es gab 1.584 Haushalte und 1.067 Familien. Die Bevölkerungsdichte betrug 1 Einwohner pro Quadratkilometer. Ethnisch betrachtet setzte sich die Bevölkerung zusammen aus 94,57 % Weißen, 0,21 % Afroamerikanern, 1,93 % amerikanischen Ureinwohnern, 0,51 % Asiaten, 0,03 % Bewohnern aus dem pazifischen Inselraum und 0,26 % aus anderen ethnischen Gruppen; 2,50 % stammten von zwei oder mehr ethnischen Gruppen ab. 1,57 % der Bevölkerung waren spanischer oder lateinamerikanischer Abstammung.
Von den 1.584 Haushalten hatten 27,70 % Kinder und Jugendliche unter 18 Jahre, die bei ihnen lebten. 57,70 % waren verheiratete, zusammenlebende Paare, 6,00 % waren allein erziehende Mütter. 32,60 % waren keine Familien. 26,60 % waren Singlehaushalte und in 8,20 % lebten Menschen im Alter von 65 Jahren oder darüber. Die Durchschnittshaushaltsgröße betrug 2,41 und die durchschnittliche Familiengröße lag bei 2,90 Personen.
Auf das gesamte County bezogen setzte sich die Bevölkerung zusammen aus 24,30 % Einwohnern unter 18 Jahren, 6,40 % zwischen 18 und 24 Jahren, 25,30 % zwischen 25 und 44 Jahren, 29,80 % zwischen 45 und 64 Jahren und 14,20 % waren 65 Jahre alt oder darüber. Das Durchschnittsalter betrug 41 Jahre. Auf 100 weibliche Personen kamen 106,20 männliche Personen, auf 100 Frauen im Alter ab 18 Jahren kamen statistisch 105,60 Männer.
Das jährliche Durchschnittseinkommen eines Haushalts betrug 27.143 USD, das Durchschnittseinkommen der Familien betrug 32.096 USD. Männer hatten ein Durchschnittseinkommen von 26.782 USD, Frauen 18.258 USD. Das Prokopfeinkommen betrug 15.166 USD. 15,80 % der Bevölkerung und 12,80 % der Familien lebten unterhalb der Armutsgrenze. 18,70 % davon waren unter 18 Jahre und 8,50 % waren 65 Jahre oder älter.

## Geschichte
15 Bauwerke und Stätten des Countys sind im National Register of Historic Places eingetragen (Stand 8. Februar 2018).

## Orte im Mineral County
Towns
| - Alberton - Superior |

Census-designated places (CDP)
| - De Borgia - Riverbend - St. Regis |

Unincorporated Communitys
| - East Portal - Foraker - Haugan | - Saltese - Taft - Tarkio |